# Дом Томаса Гаффа
Дом Томаса Гаффа (англ. Thomas T. Gaff House) — здание посольства Колумбии в США на Двадцатой улице Северо-запада Вашингтона, округ Колумбия, США, неподалёку от стании метрополитена Дюпонт. Дом был построен промышленником из Цинциннати Томасом Гаффом в 1904 году.
В разные периоды время дом был жилым для промышленника из штата Огайо и сенатора США, члена кабинета Президента США. Также в доме размещалось греческое посольство.